# Критерий согласия Пирсона
Критерий согласия Пирсона или критерий согласия {\displaystyle \chi ^{2}} (хи-квадрат) — непараметрический метод, который позволяет оценить значимость различий между фактическим (выявленным в результате исследования) количеством исходов или качественных характеристик выборки, попадающих в каждую категорию, и теоретическим количеством, которое можно ожидать в изучаемых группах при справедливости нулевой гипотезы. Выражаясь проще, метод позволяет оценить статистическую значимость различий двух или нескольких относительных показателей (частот, долей).
Является наиболее часто употребляемым критерием для проверки гипотезы о принадлежности наблюдаемой выборки {\displaystyle x_{1},x_{2},...,x_{n}} объёмом {\displaystyle n} некоторому теоретическому закону распределения {\displaystyle F(x,\theta )}. 
Критерий хи-квадрат для анализа таблиц сопряжённости был разработан и предложен в 1900 году основателем математической статистики английским учёным Карлом Пирсоном.
Критерий может использоваться при проверке простых гипотез вида
{\displaystyle H_{0}:F_{n}(x)=F(x,\theta ),}
где {\displaystyle \theta } — известный вектор параметров теоретического закона, и при проверке сложных гипотез вида
{\displaystyle H_{0}:F_{n}(x)\in \left\{F(x,\theta ),\theta \in \Theta \right\},}
когда оценка {\displaystyle {\hat {\theta }}} скалярного или векторного параметра распределения {\displaystyle F(x,\theta )} вычисляется по той же самой выборке.

## Статистика критерия
Процедура проверки гипотез с использованием критериев типа {\displaystyle \chi ^{2}} предусматривает группирование наблюдений. Область определения случайной величины разбивают на {\displaystyle k} непересекающихся интервалов {\displaystyle \Delta _{1},\Delta _{2},...,\Delta _{k}} необязательно одинаковой длины, которые задаются граничными точками
{\displaystyle x_{(0)},x_{(1)},...,x_{(k-1)},x_{(k)},}
где {\displaystyle x_{(0)}} — нижняя грань области определения случайной величины; {\displaystyle x_{(k)}} — верхняя грань.
- количество интервалов {\displaystyle k} должно быть не менее 8 (если число параметров {\displaystyle \theta } больше 7, то требуется большее количество интервалов {\displaystyle k\geqslant max(8,s+1)}. Однако, чаще всего {\displaystyle s=2}, когда распределение определяется двумя параметрами - средним значением и параметром разброса );
- в каждый интервал {\displaystyle \Delta _{i}} должно попасть не менее 7-8 значений, желательно одинаковое количество;
- если область определения бесконечна, то в качестве крайних интервалов берутся полупрямые.

В соответствии с заданным разбиением подсчитывают число {\displaystyle n_{i}} выборочных значений, попавших в {\displaystyle i}-й интервал, и вероятности попадания в интервал
{\displaystyle P_{i}(\theta )=F(x_{(i)},\theta )-F(x_{(i-1)},\theta ),}
соответствующие теоретическому закону с функцией распределения {\displaystyle F(x,\theta ).}
При этом
{\displaystyle n=\sum _{i=1}^{k}n_{i}} и {\displaystyle \sum _{i=1}^{k}P_{i}(\theta )=1.}
При проверке простой гипотезы известны как вид закона {\displaystyle F(x,\theta )}, так и все его параметры (известен скалярный или векторный параметр {\displaystyle \theta }).
В основе статистик, используемых в критериях согласия типа {\displaystyle \chi ^{2}}, лежит измерение отклонений {\displaystyle n_{i}/n} от {\displaystyle P_{i}(\theta )}.
Статистика критерия согласия {\displaystyle \chi ^{2}} Пирсона определяется соотношением
{\displaystyle \chi ^{2}=n\sum _{i=1}^{k}{\frac {\left(n_{i}/n-P_{i}(\theta )\right)^{2}}{P_{i}(\theta )}}.}
В случае проверки простой гипотезы, в пределе при {\displaystyle n\to \infty } эта статистика подчиняется {\displaystyle \chi _{r}^{2}}-распределению с {\displaystyle r=k-1} степенями свободы, если верна проверяемая гипотеза {\displaystyle H_{0}}. Плотность {\displaystyle \chi _{r}^{2}}-распределения, которое является частным случаем гамма-распределения, описывается формулой
{\displaystyle g(s)={\frac {1}{2^{r/2}\Gamma (r/2)}}s^{r/2-1}e^{-s/2}.}
Проверяемая гипотеза {\displaystyle H_{0}} отклоняется при больших значениях статистики, когда вычисленное по выборке значение статистики {\displaystyle \chi _{n}^{2}} больше критического значения {\displaystyle \chi _{r,\alpha }^{2},}
{\displaystyle P\left(\chi _{n}^{2}>\chi _{r,\alpha }^{2}\right)={\frac {1}{2^{r/2}\Gamma (r/2)}}\int _{\chi _{r,\alpha }^{2}}^{\infty }s^{r/2-1}e^{-s/2}ds}
или достигнутый уровень значимости (p-значение) меньше заданного уровня значимости (заданной вероятности ошибки 1-го рода) {\displaystyle \alpha }.

## Проверка сложных гипотез
При проверке сложных гипотез, если параметры закона {\displaystyle F(x,\theta )} по этой же выборке оцениваются в результате минимизации статистики {\displaystyle \chi _{n}^{2}} или по сгруппированной выборке методом максимального правдоподобия, то статистика {\displaystyle \chi _{n}^{2}} при справедливости проверяемой гипотезы подчиняется {\displaystyle \chi _{r}^{2}}-распределению с {\displaystyle r=k-m-1} степенями свободы, где {\displaystyle m} — количество оценённых по выборке параметров.
Если параметры оцениваются по исходной негруппированной выборке, то распределение статистики не будет являться {\displaystyle \chi _{k-m-1}^{2}}-распределением. Более того, распределения статистики при справедливости гипотезы {\displaystyle H_{0}} будут зависеть от способа группирования, то есть от того, как область определения разбивается на интервалы.
При оценивании методом максимального правдоподобия параметров по негруппированной выборке можно воспользоваться модифицированными критериями типа {\displaystyle \chi ^{2}}.

## О мощности критерия
При использовании критериев согласия, как правило, не задают конкурирующих гипотез: рассматривается принадлежность выборки конкретному закону, а в качестве конкурирующей гипотезы — принадлежность любому другому. Естественно, что критерий по-разному будет способен отличать от закона, соответствующего {\displaystyle H_{0}}, близкие или далёкие от него законы. Если задать конкурирующую гипотезу {\displaystyle H_{1}} и соответствующий ей некоторый конкурирующий закон {\displaystyle F_{1}(x,\theta )}, то можно рассуждать уже об ошибках двух видов: не только об ошибке 1-го рода (отклонении проверяемой гипотезы {\displaystyle H_{0}} при её справедливости) и вероятности этой ошибки {\displaystyle \alpha }, но и об ошибке 2-го рода (неотклонении {\displaystyle H_{0}} при справедливости {\displaystyle H_{1}}) и вероятности этой ошибки {\displaystyle \beta }.
Мощность критерия по отношению к конкурирующей гипотезе {\displaystyle H_{1}} характеризуется величиной {\displaystyle 1-\beta }. Критерий тем лучше распознаёт пару конкурирующих гипотез {\displaystyle H_{0}} и {\displaystyle H_{1}}, чем выше его мощность.
Мощность критерия согласия {\displaystyle \chi ^{2}} Пирсона существенно зависит от способа группирования и от выбранного числа интервалов.
При асимптотически оптимальном группировании, при котором максимизируются различные функционалы от информационной матрицы Фишера по группированным данным (минимизируются потери, связанные с группированием), критерий согласия {\displaystyle \chi ^{2}} Пирсона обладает максимальной мощностью относительно «(очень) близких» конкурирующих гипотез.
При проверке простых гипотез и использовании асимптотически оптимального группирования критерий согласия {\displaystyle \chi ^{2}} Пирсона имеет преимущество в мощности по сравнению с непараметрическими критериями согласия. При проверке сложных гипотез мощность непараметрических критериев возрастает и такого преимущества нет. Однако для любой пары конкурирующих гипотез (конкурирующих законов) за счёт выбора числа интервалов и способа разбиения области определения случайной величины на интервалы можно максимизировать мощность критерия.